# Tundra de les Illes de la Mar de Scotia
La tundra de les Illes de la Mar d'Escòcia és una ecoregió de tundra que inclou diversos grups insulars - Geòrgia del Sud i les Illes Sandwich del Sud, Illes Shetland del Sud i Illa Bouvet - al mar d'Escòcia, on l'Oceà Atlàntic Sud es troba amb l'oceà Antàrtic.
Geòrgia del Sud recolza una rica tundra amb 50 espècies de plantes vasculars. Les illes més fredes, Òrcades del Sud i Illes Shetland del Sud només admeten molses simples, líquens i algues. Les illes no tenen animals de terra autòctons, però donen suport a una fauna marina que inclou aus i foques marines.

## Geografia
Aquesta ecoregió terrestre es distribueix a les illes de l'arc volcànic oceànic que resulta ser la continuació enfonsada de la serralada dels Andes i que empalma amb la serralada antàrtica dels Antartandes. La serralada dorsal de l'Scotia delimita pel nord i pel sud a la mar d'Escòcia formant un pronunciat arc d'almenys 4350 km d'extensió. Geològicament es tracta d'un sistema orogràfic bastant jove amb fort vulcanisme i important sismicitat estant els seus cims més eminents per sobre el nivell de la mar en el conjunt d'illes anomenat Antilles del Sud.

## Característiques biològiques

### Flora
Fitogeogràficament, les illes d'aquesta ecoregió situades sobre el paral·lel 60 ° S pertanyen a la província fitogeogràfica insular subantàrtica, o simplement anomenada província fitogeogràfica insular, una de les seccions en què es divideix el domini fitogeogràfic subantàrtic.

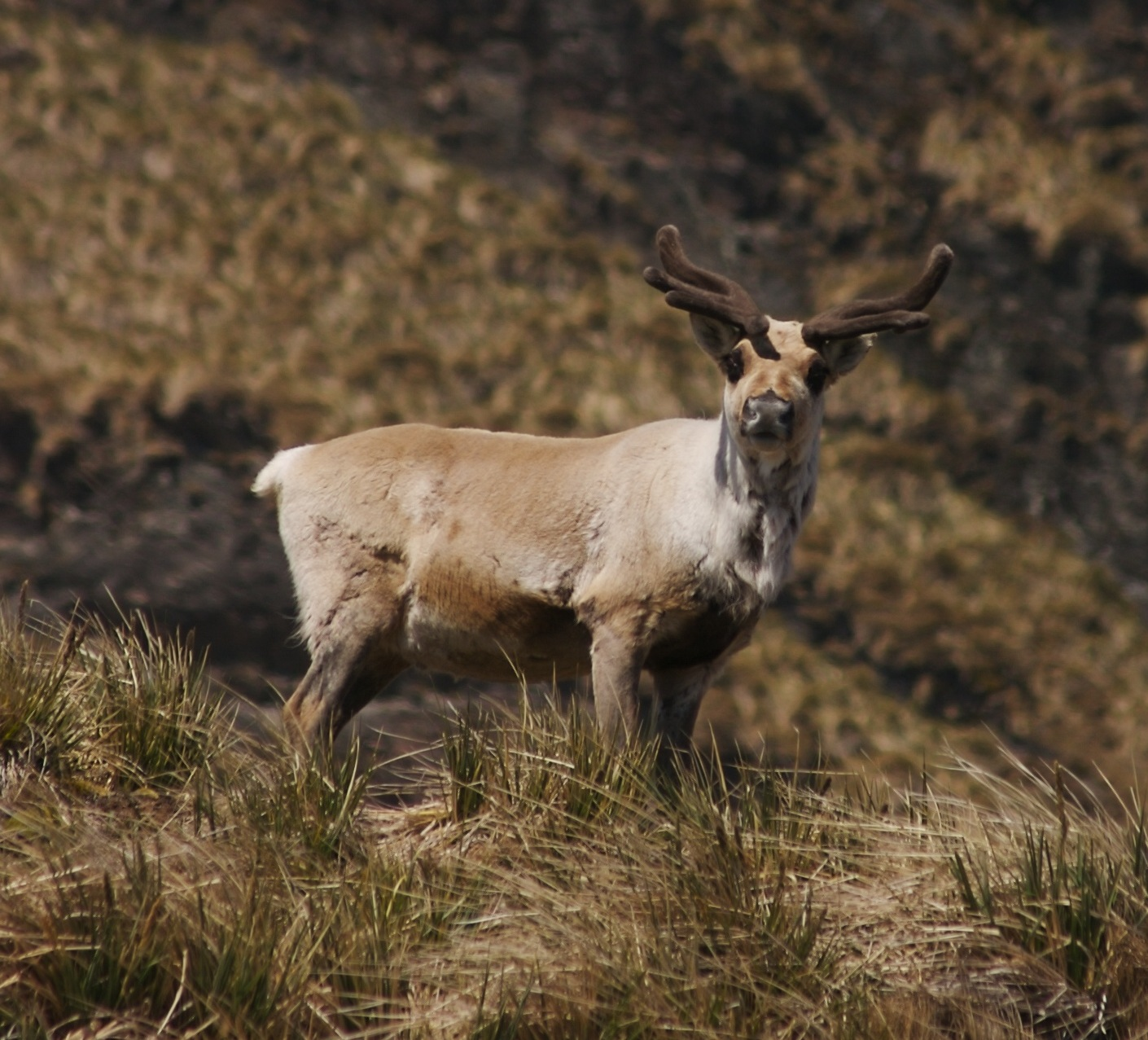
Vegetació afectada per la pastura del ren, espècie introduïda (Illes Geòrgia del Sud).

Inclou formacions estèpiques, i torberes, amb total absència d'elements arboris. A les costes de les illes amb temperatures no tan fredes l'espècie dominant és l'enorme pastura tusok (Poa flabellata).
Les illes d'aquesta ecoregió situades a sud del paral·lel 60°S pertanyen a la domini fitogeogràfic antàrtic, un dels dominis fitogeogràfics en què es divideix el regne o regió fitogeogràfica antàrtica. Com la quasi totalitat de la superfície aquesta coberta de gel, climàticament, presenta condicions massa fredes i seques per suportar virtualment qualsevol tipus de planta vascular, de manera que la vegetació és molt pobra, i es troba limitada als mínims sectors amb característiques més favorables. Inclou només dues plantes autòctones vasculars i fanerògames, que es presenten en forma de tundra. Abunden les molses, hepàtiques, així com líquens, i algues, integrants del regne Protista.

### Fauna
La fauna d'aquesta ecoregió terrestre és molt pobra ja que la major part de les aus i mamífers que en ella habiten pertanyen a l'ecorregió marina corresponent. Entre les espècies netament terrestres destaca el passeriforme més austral del món, l'endèmica Anthus antarcticus, a més d'alguns insectes. En 1905, els escandinaus que treballaven en la Companyia Argentina de Pesca van alliberar a la Geòrgia de Sud  rens oriünds de Lapònia, els quals es s'han multiplicat en gran quantitat, sent l'única població silvestre en el món d'aquesta espècie domèstica. Des d'inicis de segle XXI ha un projecte de translocar aquesta població de rens a les illes Malvines per criar-los-hi.